# Antonio Teixidó
Antonio Teixidó Tizne más conocido como Antonio Teixidó (Barcelona, España, 19 de julio de 1952) es un exfutbolista y entrenador de fútbol español. Actualmente entrenador del CF Ulldecona

## Carrera Deportiva
Antonio Teixidó jugó en el segundo equipo del FC Barcelona, UD Salamanca, Real Mallorca, Club Atlético Osasuna y Elche CF, se hizo entrenador y saboreó durante dos años el elixir de la Copa. En 2002 sepultó con el Novelda CF al Barcelona, de Louis van Gaal al frente. Dos temporadas atrás, hizo lo propio con el Valencia CF de Héctor Cúper dirigiendo al Guadix.

## Trayectoria como entrenador
| Equipo                       | País   | Año       |
| ---------------------------- | ------ | --------- |
| CD Ourense                   | España | 1993-1997 |
| Córdoba CF                   | España | 1997-1998 |
| Real Jaén                    | España | 1998-2000 |
| Guadix CD                    | España | 2000-2001 |
| CD Ourense                   | España | 2001-2002 |
| Novelda CF                   | España | 2002-2003 |
| UD Carolinense               | España | 2004-2006 |
| Unió Esportiva Rapitenca     | España | 2007-2015 |
| Unió Deportiva Jesús i Maria | España | 2015-2016 |
| C.F. Ulldecona               | España | 2016-2018 |
| C.E. El Perelló              | España | 2019-2021 |
| Unió Esportiva Rapitenca     | España | 2021-     |

|C.D La Cava
|España
|2024-
|}